# Nacionalni park Samaria
Nacionalni park Samaria (grč. Εθνικό Δρυμό Σαμαριάς)  u kome centralno mesto zauzima kanjon Samaria (grč. Φαράγγι της Σαμαριάς) i po kome je nacionalni park dobio ime, jedan je od mnogobrojnih zaštićenih prorodnih sredina Grčke i rezervat biosfere  na planini Lefki Ori (Bela planina), koja se nalazi u zapadnom delu ostrva Krit. On predstavlja glavnu turističku atrakciju u ovom delu Grčke za sve turiste avanturističkog duha.
Klisura Samaria, koja je glavna destinacija u parku, dugačka 16 km i široka od 3,5 do 300 metara spada u najduže i najpoznatije klisure u Evropi. Klisura polazi od malog sela Omalos, na visini od 1.200 m u unutrašnjosti Krita, i nakon oko 5-6 sati hoda, završava se u zalivu Aja Rumeli, odakle se turisti mogu brodom vratiti u Sugiu ili Hora Sfakion.

## Naziv i zaštita
Klisura, a po njoj i nacionalni park, je svoje ime dobila po imenu sela Samaria i vizantijske crkve Ossia Maria (Sveta Marija) iz 14. veka, koja se nalazi odmah ispod nekadašnjeg sela (otprilike na sredini puta). Poslednji stanovnici su selo napustili 1962. godine nakon osnivanja nacionalnog parka.

## Položaj
Nacionalni park Samarija u okviru koga se nalazi kanjon Samaria nalazi se na južnoj strani prefekture Hanja, na ostrvu Krit.
Kanjon Samaria je proglašen nacionalnim parkom 1962. godine, pre svega da bi se omogućio opstanak vrste kri–kri, retke kritske divlje koze koja živi samo na ovom području. Osim toga, ovaj postor pruža zaštitu za još preko 450 vrsta retkih biljaka i životinja.

## Istorija
U nacionalnom parku, kroz istoriju, postojalo ljudsko prisustvo još od praistorijskih vremena. U njemu se nalaze i matarijalni ostaci vizantijskih hramova, hršćanskih kapela, venecijanske tvrđave i skloništa iz Drugog svetskog rata. Njegova izolovansot i nepristupačnost odavno su ove porostore ostrva Krit  pretvorili u skrovište za pobunjenike i revolucionare (očemu svedoči bivše ispostava pokreta otpora u Drugom svjetskom ratu).
Jedina nasobina u parku, do njegovog osnivanja 1962. godine, bilo je selo Samaria, na nadmorskoj visini od 1.000 metara okruženo šumom, kroz koja čak i tokom leta dobija samo nekoliko sati dnevne svjetlosti. U centru sela nalazio se otvoreni prostor poznat kao „magazaki" (mali dućan), gde bi se stanovnici okupljali da čuju vesti o spoljnom svetu od retkog posetioca, lovaca ili tragača.

## Geografija
Ostrvo Krit, koji Grci često vole da zovu „malim kontinentom" smešteno je na krajnjem jugu Egejskog mora, i s jedne strane je u evropskim vodama, a sa druge u Libijskom moru okrenuto prema afričkom kontinentu.  Krit je sa 8.331,231 km² površine najveće je ostrvo Grčke i peto po veličini u Mediteranu. Dužina obale je 1.040 kilometara. Ostrvo Gavdos ispred jugozapadne obale Krita je najjužnija naseljena tačka Evrope.
Ostrvo je pretežno planinsko, ali se u severnom delu pružaju primorske ravnice, pogodnije za život. Najviši vrh je Pachnes (2.453m) a postoji preko 30 vrhova viših od 2.000 m. Bele planine takođe imaju oko 50 klisura, od kojih je najpoznatija Samaria. Vrhovi ove planine po vedrom danu mogu videti čak sa ostrva Naksos koji je od Krita udaljen više od 230 km.
Na ostrvu vladaju prirodne raznolikosti — kanjoni i planinski lanac s najvišim vrhom Psiloritis, koji se nalazi na 2.456 metara nadmorske visine, brdovita unutrašnjost, zelene doline i lepe peščane plaže, u kojima opstaje bogat flora i fauna. Dubok kanjon, sa mestimično potpuno vertikalnim stranama, prekrivaju na klimatske promene otposni čempresi (koji se probijaju kroz tvrdu osušenu zemlju i stene, kako bi obezbedili opstanak u ovim surovim planinskim uslovima), smokve i lijanderi. Nad njihovim krošnjama orlovi i sokolovi krstare poput drevnih čuvara kanjona, a između njihovih stabala na proplancima gospodare koze poznatim pod imenom kri-kri.

### Klima
Klima na ostrvu je sredozemna, a na višim planinskim krajevima oseća se uticaj nadmorske visine (niže temperature, zime sa snegom i mrazom). Snega od 4–5 m ima u najvišim oblastima Lefka Ori ili Bele planine koja je pokrivena snegom do kasno u proleće, a tokom leta sunce koje se reflektuje na samim krečnjacima čini ih sjajno belim, po čemu je ova planina i dobila naziv.

### Kanjon Samaria
Kanjon Samaria je probojnica male reke koja teče između Belih planina i planine Volakias. Ppočinje od platoa Omalos kod mesta Xyloskalo u Belim planinama na oko 1.200 m nadmorske visine, a završava se u selu Agia Roumeli na obali Libijskog mora. Dugačka je 16 km a široka od 3,5 do 300 metara.
Prvih 1–2 km puta kroz park prirode vodi preko zahtevnih drvenih stepenica posle kojih se dolazi do staze sa nešto blažim nagibom, koja krivuda uz samo rečno korito pružajući nezboravne poglede na prorodu kanjona. Put potom vodi kroz gustu borovu javorovu i hrastovu šumu, i ide sve do Gvozdene kapije, prolaz između dve 700 m visoke stene koji su međusobno na nekim mestima udaljene samo 3 m, do koje nikada ne dospevaju sunčevi zraci.

## Radno vreme i posete
Posete nacionalnom parku Samaria moguće su od 1. maja do 31. oktobra.
Radno vreme nacionalnog parka Samaria je od 7  do 15 časova. Zbog rizika da neko u njemu ostane preko noći posetiocima je dozvoljeno samo pešačenje par kilometara unutar parka, iz mesta Xyloskalo ili Agia Roumeli.
Cena ulaznice je 5 €, a za decu ispod 15 godina je besplatno. Iz bezbednosnih razloga ne preporučuje se poseta parku deci mlađoj od 5 godina.
U parku je strogo zabranjeno kampovanje, loženje vatre ili kupanje u potocima.

## Bezbedonosne mere
Nacionalni park Samaria je opremljena naprednim sigurnosnim sistemima za komunikacija u slučaju nužde. Duž staze službenici parka opremljeni su prenosnim primopredajnikom za međusobno komuniciranjom sa dežurnom službom u okolnim mestima gde su instalirane bazne stanice i službe za hitne intervencije, kako bi se osigurala sigurnost ljudi unutar parka i pravovremeno rešavale vanredne situacije.

## Literatura
- Андонис Г. Плимакис. Ущелье Самарья / Перевод Ирини И. Наумиди. — G. Detorakis, Heraklion Biomechanical Area, 1998.

## Spoljašnje veze
Mediji vezani za članak Nacionalni park Samaria na Vikimedijinoj ostavi